# Soltész István (miniszter)
Soltész István (Hámor, 1927. december 23. – ?, 2012. október 1. előtt) magyar kohómérnök, vállalati vezető, miniszter.

## Életpályája

### Pályájának kezdete
Apja vasesztergályos volt. Miskolcon érettségizett 1946-ban. 1951-ben a miskolci Nehézipari Műszaki Egyetem soproni Bánya-, Kohó- és Földmérő-mérnöki Karán kohómérnöki oklevelet szerzett. Kezdetben a miskolci Nehézipari Műszaki Egyetem Metallográfiai Tanszékén tanársegéd, majd a Népművelési Minisztérium Belső Osztálya, 1954. áprilistól a Kohó- és Gépipari Minisztérium Vaskohászati Igazgatóság munkatársa volt.

### Vállalatvezetőként
1954. októberben kinevezték az apci Fémthermia Vállalat élére, 1955. novembertől a budapesti Metallochemia Vállalat igazgatója volt. 1964. novembertől a Csepeli Fémmű igazgatója, 1972. júniustól a Csepel Vas- és Fémművek általános vezérigazgató-helyettese, 1974. szeptembertől  1978-ig vezérigazgatója.

## Politikai pályája
1978. április 22-étől a Lázár-kormányban  kohó- és gépipari miniszter, majd a minisztériumok átszervezését követően 1981. január 1-je és 1985. július 1-je között ipari miniszterhelyettes volt. 1978-tól ő volt az elnöke a KGST Rádió és Elektronika Ipari Állandó Bizottságának.

## Párttagként
1947-től a Magyar Kommunista Párt, az MDP, illetve az MSZMP tagja volt. 1962-ben befejezte a kétéves pártfőiskolát, hároméves Marxizmus-Leninizmus Esti Egyetem általános tagozatát végezte el. 1970. november 28-ától 1980. március 27-ig tagja volt az MSZMP Központi Bizottságának, ugyanakkor tagja volt a KB mellett működő Tudománypolitikai, Gazdasági és Honvédelmi Bizottságnak is.

## Főbb művei
- 90 éves az OMBKE; előszó Balogh Béla; Borsodi Szénbányák Miniatűrkönyv Gyűjtők Klubja, Miskolc, 1982 (Bányászat- és kohászattörténet)